# Cohors I Nurritanorum
Die Cohors I Nurritanorum (deutsch 1. Kohorte der Nurritaner) war eine römische Auxiliareinheit. Sie ist durch ein Militärdiplom und zwei Inschriften belegt.

## Namensbestandteile
- Cohors: Die Kohorte war eine Infanterieeinheit der Auxiliartruppen in der römischen Armee.

- I: Die römische Zahl steht für die Ordnungszahl die erste (lateinisch prima). Daher wird der Name dieser Militäreinheit als Cohors prima … ausgesprochen.

- Nurritanorum: der Nurritaner. Die Soldaten der Kohorte wurden bei Aufstellung der Einheit aus dem Volk der Nurritaner auf dem Gebiet der römischen Provinz Sardinia et Corsica rekrutiert.

Da es keine Hinweise auf die Namenszusätze milliaria (1000 Mann) und equitata (teilberitten) gibt, ist davon auszugehen, dass es sich um eine reine Infanterie-Kohorte (Cohors quingenaria peditata) handelt. Die Sollstärke der Einheit lag bei 480 Mann, bestehend aus 6 Centurien mit jeweils 80 Mann.

## Geschichte
Sie ist auf einem Militärdiplom für das Jahr 107 n. Chr. aufgeführt. In dem Diplom wird die Kohorte als Teil der Truppen aufgeführt, die in der Provinz stationiert waren (siehe Römische Streitkräfte in Mauretania Caesariensis).

## Standorte
Die Kohorte war in der Provinz Mauretania Caesariensis in Nordafrika stationiert. Genauere Standorte der Kohorte sind allerdings nicht bekannt.

## Angehörige
Folgende Angehörige der Kohorte sind bekannt:
- Gaius Castricius Vetulus, Kommandeur, ein Präfekt
- Quintus Aelius Rufinus Polianus, Kommandeur, ein Präfekt